# Tumores dos tecidos hematopoético e linfoide
Tumores dos tecidos hematopoiéticos e linfoides, também conhecidos como neoplasias hematológicas ou, mais vulgarmente, cânceres do sangue (português brasileiro) ou cancros do sangue (português europeu) são tumores malignos originadas das células do sangue, medula óssea e sistema linfático. Esses elementos estão intimamente ligados através tanto ao sistema circulatório como ao sistema imunológico, de modo que sempre comprometem ambos sistemas. Os cânceres hematológicos representam entre 8 e 12% de todos os cânceres. Enquanto os tumores sólidos são mais comuns em idosos, os hematológicos são os cânceres mais comuns em crianças, adolescentes e adultos jovens.

## Tipos e frequências
Tipos e subtipos de neoplasias hematológicas:
- Leucemias 30.4%
  - Leucemia linfoblástica aguda (LLA) 4,0%
  - Leucemia mielóide aguda (LMA) 8,6%
  - Leucemia linfocítica crônica (LLC) 10%
  - Leucemia mielóide crónica (LMC) 4,4%
  - Outras leucemias 3,1%
- Linfomas 55.6%
  - Linfoma de Hodgkin 7,0%
  - Linfoma não Hodgkin 48.6%
- Mielomas 14.0%

## Causas
Ao contrário dos tumores sólidos, frequentemente são causados por translocações cromossômicas, por radiação ionizante ou por infecção viral como o Vírus linfotrópico da célula T humana (HTLV-1), o HIV, o Herpesvirus tipo 8 e o Epstein-Barr.

## Sinais e sintomas
Os sinais e sintomas relacionados às neoplasias hematológicas incluem:
- Febre persistente de origem desconhecida
- Cansaço e fraqueza persistente
- Nódulos linfáticos inchados, duros e indolores
- Perda de apetite e de peso inexplicada
- Suor noturno
- Dores nos ossos/articulações
- Desconforto abdominal
- Dor de cabeça
- Falta de ar
- Infecções frequentes
- Coceira pele ou erupção cutânea

## Tratamento
O tratamento para neoplasias hematológicas depende do tipo de câncer, evolução, local afetado, condições do paciente e outros fatores. Alguns tratamentos comuns esses cânceres incluem:
- Transplante de medula óssea: As células-tronco saudáveis transplantadas formam outras células do sangue saudáveis, para substituir as cancerígenas.
- Quimioterapia: São medicamentos que inibem temporariamente o crescimento e multiplicação das células mais ativas no corpo. Pode ser administrada antes de um transplante de células-tronco.
- Radioterapia: Destrói células cancerosas e aliviar a dor ou desconforto em um local limitado. Ironicamente é uma das causas de câncer de sangue.